# زمین‌لرزه ۱۹۵۸ اکوادور–کلمبیا
زمین‌لرزه اکوادور-کلمبیا  در تاریخ ۱۹ ژانویه ۱۹۵۸ میلادی، برابر با ‎۲۹ دی ۱۳۳۶، ساعت ۱۴:۰۷:۲۴ به زمان یوتی‌سی در اکوادور ، منطقه ازمرالداس رخ داد. ژرفای این زلزله ۱۸٫۷ کیلومتر بود. بزرگی آن ۷٫۸ در مقیاس Mw اعلام شده‌است. زمین‌لرزه به وقت محلی در روز یکشنبه، ساعت ۹ روی داده و منطقه زمانی آن یوتی‌سی -۵ بوده‌است .
سازمان زمین‌شناسی آمریکا نیز جای این زمین‌لرزه را در مختصات ۱°۳۰′شمالی ۷۹°۳۰′غربی / ۱٫۵°شمالی ۷۹٫۵°غربی و بزرگی آنرا برابر با ۷٫۶ در مقیاس ریشتر اعلام کرده‌است. ژرفای گزارش شده از سوی این سازمان ۶۰ کیلومتر می‌باشد.
تعداد زخمیان ۴۶ نفر برآورده شده‌است.سونامی نیز در این زلزله گزارش شده‌است.